# Імпетиго
Імпетиго — інфекційне гноячкове захворювання шкіри, яке спричинюють стафілококи і стрептококи. Хвороба була відома ще у 14-му столітті в Англії, а назва її походить від латинського слова «impetere», що означає «нападати». Імпетиго —  дуже заразна хвороба, що легко передається від контаку з хворим та його речами. Розвитку імпетиго сприяють мікротравми, недотримання гігієни шкіри, ослаблення імунітету. Імпетиго може розвинутися як ускладнення різних дерматозів (екзема, дерматит, короста), що супроводжуються свербіжем. Є варіантом піодермій. Хвороба зазвичай уражує немовлят та дітей молодшого віку від 2 до 5 років.

## Етіологія
Імпетиго — гостре запальне захворювання, яке виникає найчастіше в дітей; у дорослих зазвичай заражуються чоловіки при голінні. Розрізняють декілька форм імпетиго в залежності від збудника:
- стрептокове (Streptococcus pyogenes)
- стафілококове (Staphylococcus aureus)
- вульгарне (змішане).

## Клінічні ознаки
Стрептококове імпетиго характеризується появою на відкритих ділянках тіла невеликих пухирців, наповнених світлим вмістом, який поступово стає мутним. Вони швидко прориваються, вміст зсихається, перетворюючись на бурштинового кольору кірочки. При видаленні останніх відкривається яскраво-червона ерозивна поверхня, що оточена обідком відокремленого рогового шару.
При стафілококовому імпетиго у сально-волосяних фолікулах з'являються пустули, що досягають розмірів горошини. Вміст підсихає та перетворюється на конусоподібну кірочку.
Вульгарне імпетиго найчастіше виникає на шкірі обличчя, рідше — тулуба та кінцівок. Регіонарні лімфатичні вузли стають хворобливими при пальпації та дещо припухлими.

## Лікування
Лікування імпетиго засновано на антибіотикотерапії, як у вигляді оральних пігулок, так і зовнішніх засобів. Пухирці обробляють спиртовими розчинами барвників, накладають протизапальні мазі (синтоміцинова емульсія і т. ін.). Консультація з лікарем обов'язкова, самолікування може бути не ефективним.
Належна особиста гігієна та часте миття тіла та волосся з милом важливі для запобігання імпетиго.